# Cotyachryson inspergatus
Cotyachryson inspergatus är en skalbaggsart som först beskrevs av Leon Fairmaire och Germain 1859.  Cotyachryson inspergatus ingår i släktet Cotyachryson och familjen långhorningar. Inga underarter finns listade i Catalogue of Life.